# El Deca, Ixmiquilpan
El Deca är en ort i Mexiko.   Den ligger i kommunen Ixmiquilpan och delstaten Hidalgo, i den sydöstra delen av landet, 120 km norr om huvudstaden Mexico City. El Deca ligger 1 762 meter över havet och antalet invånare är 590.
Terrängen runt El Deca är kuperad åt sydväst, men åt nordost är den platt. Runt El Deca är det ganska tätbefolkat, med 155 invånare per kvadratkilometer. Närmaste större samhälle är Ixmiquilpan, 6,4 km öster om El Deca. Trakten runt El Deca består till största delen av jordbruksmark.